# ボルト・ボジッチ
ボルト・ボジッチ(Borut Božič、1980年8月8日 - )は、スロベニア、イドリヤ出身の元自転車競技(ロードレース)選手。ボルト・ボジチュと表記されることがある。2004年から2018年までプロ選手として活動。スプリンターとして活躍し、2007年ツール・ド・ワロニー総合優勝、2009年ツール・ド・ポローニュ第1ステージ優勝（リーダージャージを2日間着用）、2009年ブエルタ・ア・エスパーニャ第6ステージ優勝、2011年ツール・ド・スイス第5ステージ優勝など、輝かしい経歴を持つ。
引退後は2019年10月まで、バーレーン・メリダのスポーツディレクターを務めていたが、同月、オペレーション・アデルラスで発覚したドーピング組織との関連性を指摘され、2年間の追放処分を受けた。

## 経歴
2004年
- ツアー・オブ・スロベニア 区間2勝（第2，3）

2005年
- ツール・ド・ラブニール 区間1勝（第3）

2006年
- ツアー・オブ・スロベニア 区間2勝（第1，4）

2007年
- ツール・ド・ワロニー 優勝
- グランプリ・クラーニ 優勝
- ツアー・オブ・アイルランド 区間1勝（第3）

2008年
- スロベニア選手権・個人ロードレース優勝。
- エトワール・ド・ベセージュ 区間1勝（第5）
- ブエルタ・ア・アンダルシア 区間1勝（第4）

2009年
- デ・パンネ3日間 総合6位
- ツール・ド・ピカルディ 総合5位
- ツール・ド・ベルギー 区間2勝（第2，3）
- ステル・エレクトロトゥール 総合3位
- ツール・ド・ポローニュ区間1勝(第1)。
- ツール・デュ・リムザン 区間1勝（第1）
- ブエルタ・ア・エスパーニャ区間1勝(第6)
- パリ〜ツール 3位

2010年
- エトワール・ド・ベセージュ 区間2勝（第1，2）
- ツール・ド・ピカルディ 総合6位
- ツアー・オブ・ブリテン 区間1勝（第7）、総合2位

2011年
- ツール・ド・スイス 区間1勝(第5)
- ヴァッテンフォール・サイクラシックス 3位
- 世界選手権・個人ロードレース 7位

2012年、アスタナへ移籍。
- クラシカ・デ・アルメリア 2位
- スロベニア選手権・個人ロード 優勝
- ヴァッテンフォール・サイクラシックス 10位
- GP西フランス・プルエー 8位

2013年
- ドワルス・ドール・フラーンデレン 2位
- ヘント〜ウェヴェルヘム 2位
- グランプリ・ド・フルミー 5位
- GP西フランス・プルエー 9位

2014年
- ドワルス・ドール・フラーンデレン 4位
- E3・ハレルベーク 7位

2016年
- コフィディスへ移籍

2017年
- バーレーン・メリダへ移籍

2018年
- 年末をもって引退

2019年
- ドイツとオーストリアのスキー業界を対象としたドーピング捜査だった「オペレーション・アドラス」の際にドーピングが発覚した。そのため2019年5月15日から2021年5月14日までの出場停止処分が下された。